# Larentia hebes
Larentia hebes là một loài bướm đêm trong họ Geometridae.